# سونتاران
اولین حضور سونتاران‌ها در فیلم دکتر هو در قسمت چشم گرگان بود،آن‌ها شبیه سیب زمینی‌هایی هستند که زره پوشیده‌اند.